# Lasiopogon peusi
Lasiopogon peusi là một loài ruồi trong họ Asilidae. Lasiopogon peusi được Hradský miêu tả năm 1982. Loài này phân bố ở vùng Cổ Bắc giới.